# Vencimiento anticipado
El vencimiento anticipado, en el contrato hipotecario, empresarial o laboral, se produce cuando la relación se termina antes de la fecha inicialmente acordada por incumplimiento de una de las partes de algunas de las cláusulas.

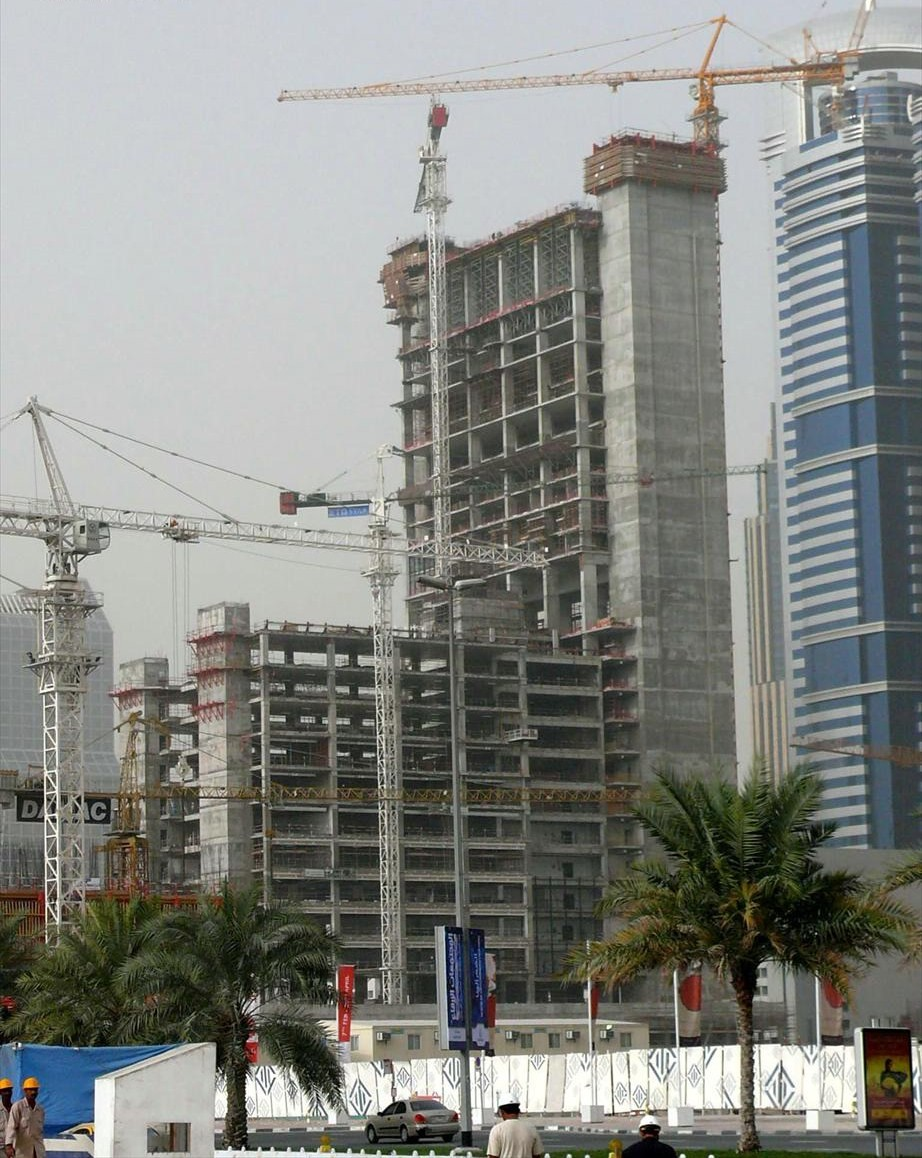
Edificio en construcción.

Las cláusulas de vencimiento anticipado del contrato se encuentran en las escrituras de hipotecas, en contratos de obra o servicio de duración determinada así como en los contratos laborales temporales. Suele producirse por incumplimiento ya sea del pago del prestatario (deudor o hipotecado) al prestamista (acreedor, normalmente un banco o entidad financiera) o incumplimiento del servicio contratado. Se pueden definir como aquellas estipulaciones consignadas en un contrato de préstamo hipotecario que concede la facultad unilateral al prestamista de resolver el contrato antes de su terminación, una vez se acredite el impago por parte del deudor de una parte del capital o del interés vinculado a la cantidad prestada.
No debe confundirse con la cancelación anticipada voluntaria, que se refiere a la terminación del contrato -negocio o hipoteca- generalmente de común acuerdo de las partes o por iniciativa de una de las partes pero sin que exista incumplimiento alguno del contenido. Así, en una hipoteca se puede producir una cancelación anticipada por el pago total de la deuda pendiente por parte del prestatario o hipotecado sin que ninguna de las partes se vea perjudicada. Estas cláusulas también suelen venir recogidas en los contratos empresariales e hipotecarios.

## Requisitos para el vencimiento anticipado
Los requisitos para que tenga lugar el vencimiento son:
- Que las hipotecas, negocios o contratos tenga una duración explícitamente fijada.
- Que se produzca incumplimiento por una u otra de las partes de algunas de las cláusulas del contrato. También pueden existir desacuerdos que provocan el vencimiento anticipado de un contrato.

### Vencimiento anticipado por incumplimiento contractual
Se produce cuando una de las partes incumple parcial o totalmente las condiciones acordadas en el contrato por lo que la otra parte puede querer, y tiene derecho a hacerlo si así se ha especificado, terminar la relación contractual antes de la fecha prevista ya sea reduciendo la duración del contrato o reclamando lo acordado en las cláusulas de vencimiento anticipado -indemnizaciones, reembolsos, penalizaciones, etc.-.
Las causas de vencimiento anticipado deben haberse estipulado en las cláusulas de la hipoteca o contrato financiero, suelen ser por incumplimiento del prestatario o hipotecado y rara vez por incumplimiento de la entidad financiera:
- Incumplimiento de las obligaciones de pago -cuotas o compromisos dinerarios- por una de las partes.
- Falta clara de solvencia del cliente.
- Incumplimiento por parte del cliente de las obligaciones que tiene con el banco o entidad financiera.

### Vencimiento anticipado en la suscripción de hipoteca
La declaración de vencimiento anticipado en una hipoteca a instancias del banco supone la declaración de vencimiento total de la deuda pendiente por lo que se requiere y exige al deudor o prestarario -hipotecado- el pago total de la deuda y, en caso de no realizarse el pago, el inicio del procedimiento para la ejecución hipotecaria, el lanzamiento y el previsible desahucio.
Dependiendo de la legislación de cada país el vencimiento anticipado de la hipoteca a requerimiento del banco se suele producir por incumplimiento del pago de una o varias cuotas mensuales por parte del prestatario o deudor. Normalmente existe licitud en la inclusión de cláusulas sobre vencimiento anticipado para proceder a la ejecución hipotecaria (desahucio o lanzamiento) favorable al banco. Sin embargo pueden, según tanto la legislación como la jurisprudencia, considerarse cláusulas abusivas y por tanto nulas cuando esos períodos de impago se consideran demasiado cortos y por tanto perjudiciales en extremo para el deudor o se han impuesto sin conocimiento comprobado por el banco. Así ha ocurrido en España con la sentencia n.º 705/2015 del Tribunal Supremo, que aunque considera la validez general de dichas cláusulas, no excluye su posible nulidad en determinados casos.

## Responsabilidad contractual, ineficacia de los contratos y cláusulas abusivas

### Responsabilidad contractual
La responsabilidad contractual nace del contrato y requiere que la parte que la pueda exigir se halle ligada mediante un nexo contractual a la persona que la debe. El contrato puede ser mal ejecutado o no ser ejecutado del todo. En estos casos, el acreedor o prestamista tiene el derecho de acudir a las instancias judiciales, para obligar al deudor a satisfacer forzosamente el contrato o a ser indemnizado por daños y perjuicios. La ley suele proteger de manera fuerte al acreedor. La falta contractual se considera una conducta antijurídica imputable al deudor siempre y cuando no existan cláusulas que puedan ser nulas o abusivas. En algunos contratos ni siquiera la fuerza mayor exime del cumplimiento de la deuda, por ejemplo, en las obligaciones de entregar una suma de dinero. 

### Ineficacia de los contratos y nulidad de las cláusulas abusivas
Los contratos pueden declararse ineficaces cuando carecen de alguno de los elementos esenciales o cuando estén viciados. La ineficacia tiene distintas manifestaciones y efectos según la clase de invalidez que se cause al contrato. A este respecto son consecuencia de vicios invalidantes típicos: Anulabilidad, nulidad, resciliación, rescisión, resolución, revocación y simulación contractual.
Las cláusulas abusivas suelen no estar negociadas y se incorporan e imponen por una de las partes -normalmente el banco o empresa-. Este tipo de cláusulas van en contra del principio de buena fe, ya que causa un grave desequilibrio en los derechos y obligaciones de las partes en perjuicio del trabajador, consumidor o una de las partes contractuales. La ley considera las cláusulas abusivas nulas de pleno derecho, lo que no implica la nulidad del contrato aunque puede verse alterado sustancialmente. Una cláusula de vencimiento anticipado será abusiva cuando, teniendo en cuenta la naturaleza de los bienes o servicios del contrato, en este caso un préstamo, resultase "excesivo y desproporcional" poder declarar el vencimiento anticipado por el incumplimiento de un número de cuotas que no guarde proporción con la duración y la cuantía del contrato. Por ejemplo, el Auto de la Audiencia Provincial de Barcelona, Sección 16.ª, n.º 357/2015, de 27 de noviembre de 2015, consideró abusiva una cláusula de vencimiento anticipado por el impago de 5 mensualidades de un total de 480, siendo que la cantidad debida no alcanzaba ni siquiera un 1% del capital financiado. Por su parte, el Auto de la Audiencia Provincial de Valencia, Sección 9ª, n.º 501/2015, de 14 de julio de 2015, establece que "ante el incumplimiento del deudor de la obligación esencial de pago de las cuotas convenidas, puede aceptarse la validez de dicha cláusula siempre que aquel incumplimiento sea relevante, sin que pueda, por tanto, fundarse el vencimiento anticipado en "cualquier" incumplimiento".

## Cláusulas de vencimiento anticipado hipotecario en España
En la sentencia n.º 705/2015 del Tribunal Supremo relativa a las cláusulas abusivas en las hipotecas (entre ellas las denominadas cláusulas suelo, cláusulas sobre formalización de gastos hipotecarios y cláusulas sobre vencimiento anticipado entre otras) se considera la validez general de dichas cláusulas, pero no se excluye su posible nulidad en determinados casos. Existiría licitud en la inclusión de cláusulas sobre vencimiento anticipado para proceder a la ejecución hipotecaria (desahucio o lanzamiento) favorable al banco pero también pueden considerarse cláusulas abusivas y por tanto nulas cuando los períodos de impago se consideran demasiado cortos y por tanto perjudiciales en extremo para el deudor o se hayan impuesto sin conocimiento comprobado por el banco.
En enero de 2017, el Tribunal de Justicia de la Unión Europea determinó que un juez nacional, de España en este caso, puede anular por abusiva una cláusula de vencimiento anticipado de una hipoteca y dejarla sin aplicar, aunque en la práctica no haya sido empleada (porque el deudor no ha llegado a impagar cuotas hipotecarias). Esto significa que el procedimiento de ejecución hipotecaria también debe ser declarado nulo e inexistente.
Según el Tribunal Supremo, no resulta suficiente para declarar como abusiva una cláusula de vencimiento anticipado la concurrencia o no del impago del número de cuotas fijado en el artículo 693.2 de la Ley de Enjuiciamiento Civil, sino que el juez debe comprobar, a efectos de decretar su validez o nulidad, la esencialidad de la obligación incumplida, la gravedad del incumplimiento en relación con la cuantía y duración del contrato de préstamo, y la posibilidad real del deudor de evitar esa consecuencia.

### Causas de abusividad en las cláusulas de vencimiento anticipado
Las causas de abusividad en las cláusulas de vencimiento anticipado, según el Tribunal de Justicia de la Unión Europea, que permiten declarar vencida la totalidad de la deuda y por tanto proceder a la ejecución hipotecaria y/o desahucio son:

- Impago de las cuotas por el hipotecado (obligación esencial del contrato hipotecario).[13]
- El impago debe ser sostenido o grave en proporción a la cuantía y duración del préstamo.[13]
- La declaración de vencimiento anticipado debe ser una facultad y medida excepcional como lo es declarar vencida la totalidad de la deuda anticipadamente y por tanto proceder, en la mayoría de casos, a la ejecución hipotecaria y el desahucio.[13]
- Solo podrá ejecutarse el vencimiento anticipado después de comprobar si existen fórmulas en el derecho nacional u otros medios que permitan al deudor o hipotecado poner remedio a los efectos del vencimiento anticipado (dación en pago, alquiler social, etc.).[13]

### Reclamación de nulidad de todos los desahucios desde 1995
Para algunas organización como la Plataforma de afectados de la hipoteca (PAH) la sentencia del 26 de enero del TJUE (Tribunal de Justicia de la Unión Europea) permitiría exigir la declaración de nulidad de todos los lanzamientos hipotecarios ejecutados desde el año 1995. La sentencia permitiría a un juez la consideración sobre la anulación de un contrato hipotecario si este contiene una cláusula abusiva, aun no habiéndose llegado a aplicar esta cláusula. Opción que no se ha permitido aplicar en ningún caso por lo que se habría producido indefensión de los afectados por los desahucios en España.